# Watkins Glen Indy Grand Prix 2006
Watkins Glen Indy Grand Prix 2006 var ett race som var den femte deltävlingen i IndyCar Series 2006. Racet kördes den 4 juni på Watkins Glen International. Scott Dixon upprepade sin vinst från 2005 i ett dramatiskt race, som var det första tillfället när IndyCar Series körde på en blöt bana. Kvalet ställdes till och med in då det regnade för mycket. Mästerskapsledande Hélio Castroneves fick starta i pole position, tack vare att han hade satt helgens snabbaste tid, men han fick nöja sig med sjunde plats i tävlingen. Dixon närmade sig med många poäng i totalställningen, och låg tvåa. Vitor Meira och inhoppande Ryan Briscoe var övriga förare på prispallen.

## Slutresultat
| Plats | Förare            | Team                     | Grid | Kvaltid  |
| ----- | ----------------- | ------------------------ | ---- | -------- |
| 1     | Scott Dixon       | Chip Ganassi Racing      | 4    | 1.31,236 |
| 2     | Vitor Meira       | Panther Racing           | 8    | 1.32,022 |
| 3     | Ryan Briscoe      | Dreyer & Reinbold Racing | 10   | 1.32,262 |
| 4     | Buddy Rice        | Rahal Letterman Racing   | 11   | 1.32,272 |
| 5     | Felipe Giaffone   | Dreyer & Reinbold Racing | 19   | 1.35,104 |
| 6     | Ed Carpenter      | Vision Racing            | 18   | 1.35,076 |
| 7     | Hélio Castroneves | Marlboro Team Penske     | 1    | 1.30,678 |
| 8     | Danica Patrick    | Rahal Letterman Racing   | 16   | 1.33,874 |
| 9     | Scott Sharp       | Fernández Racing         | 14   | 1.33,512 |
| 10    | Tomas Scheckter   | Vision Racing            | 15   | 1.33,800 |
| 11    | Tony Kanaan       | Andretti Green Racing    | 2    | 1.31,046 |
| 12    | Sam Hornish Jr.   | Marlboro Team Penske     | 6    | 1.31,846 |
| 13    | Bryan Herta       | Andretti Green Racing    | 9    | 1.32,181 |
| 14    | Dario Franchitti  | Andretti Green Racing    | 7    | 1.31,866 |
| 15    | Dan Wheldon       | Chip Ganassi Racing      | 5    | 1.31,597 |
| 16    | Marco Andretti    | Andretti Green Racing    | 3    | 1.31,172 |
| 17    | Eddie Cheever     | Cheever Racing           | 17   | 1.34,172 |
| 18    | Kosuke Matsuura   | Fernández Racing         | 12   | 1.32,552 |
| 19    | Jeff Simmons      | Rahal Letterman Racing   | 13   | 1.33,445 |